# Andrzej Szarek
Andrzej Marian Szarek (ur. 17 stycznia 1958 r. w Nowym Sączu) – polski rzeźbiarz, profesor Instytutu Sztuki na Wydziale Artystycznym w Cieszynie. Artysta uprawia rzeźbę, rysunek, plakat, performance i happening.

## Życiorys
Absolwent Państwowego Liceum Sztuk Plastycznych im. Antoniego Kenara w Zakopanem (1979). Studiował w latach 1980–1985 na Wydziale Rzeźby Akademii Sztuk Pięknych w Warszawie w pracowni prof. Jana Kucza. Dyplom z wyróżnieniem w 1985 r. Współpracował w latach 1985-1990 z grupy artystyczną „...kim jesteś” z Jerzym Foberem i Czesławem Podleśnym. Pracownik naukowy Uniwersytetu Śląskiego w Katowicach i Wyższej Szkole Biznesu Nationale-Louis University w Nowym Sączu. Tytuł naukowy profesora sztuk plastycznych otrzymał w 2005 r. Opiekun artystyczny nowosądeckiej Małej Galerii od 1990 r. Członek Rady Artystycznej Centrum Rzeźby Polskiej w Orońsku od 2000 r.
Ojciec Katarzyny Szarek (ur. 1983), rzeźbiarki i pedagoga w Warszawskiej Szkole Reklamy. W 2012 roku poślubił Renatę Szułczyńską artystkę i wykładowcę Akademii Śląskiej w Katowicach. W sierpniu 2012 urodziła się ich córka Gaia Szarek.